# Comunele Italiei (F)
Această pagină conține lista comunelor din Italia a căror nume începe cu litera F. 
Pentru fiecare comună este indicată provincia și regiunea de care aparține.
| Comună                      | Provincia            | Regiune               |
| --------------------------- | -------------------- | --------------------- |
| Fabbrica Curone 2666        | Alessandria          | Piemont               |
| Fabbriche di Vallico 2667   | Lucca                | Toscana               |
| Fabbrico 2668               | Reggio Emilia        | Emilia-Romagna        |
| Fabriano 2669               | Ancona               | Marche                |
| Fabrica di Roma 2670        | Viterbo              | Lazio                 |
| Fabrizia                    | Vibo Valentia        | Calabria              |
| Fabro                       | Terni                | Umbria                |
| Faedis                      | Udine                | Friuli-Veneția Giulia |
| Faedo                       | Trento               | Trentino-Alto Adige   |
| Faedo Valtellino            | Sondrio              | Lombardia             |
| Faenza                      | Ravenna              | Emilia-Romagna        |
| Faeto                       | Foggia               | Puglia                |
| Fagagna                     | Udine                | Friuli-Veneția Giulia |
| Faggeto Lario               | Como                 | Lombardia             |
| Faggiano 2680               | Taranto              | Puglia                |
| Fagnano Alto                | L'Aquila             | Abruzzo               |
| Fagnano Castello            | Cosenza              | Calabria              |
| Fagnano Olona               | Varese               | Lombardia             |
| Fai della Paganella         | Trento               | Trentino-Alto Adige   |
| Faicchio                    | Benevento            | Campania              |
| Falcade                     | Belluno              | Veneto                |
| Falciano del Massico        | Caserta              | Campania              |
| Falconara Albanese          | Cosenza              | Calabria              |
| Falconara Marittima         | Ancona               | Marche                |
| Falcone 2690                | Messina              | Sicilia               |
| Faleria                     | Viterbo              | Lazio                 |
| Falerna                     | Catanzaro            | Calabria              |
| Falerone                    | Fermo                | Marche                |
| Fallo                       | Chieti               | Abruzzo               |
| Falmenta                    | Verbano-Cusio-Ossola | Piemont               |
| Faloppio                    | Como                 | Lombardia             |
| Falvaterra                  | Frosinone            | Lazio                 |
| Falzes                      | Bolzano              | Trentino-Alto Adige   |
| Fanano                      | Modena               | Emilia-Romagna        |
| Fanna 2700                  | Pordenone            | Friuli-Veneția Giulia |
| Fano                        | Pesaro e Urbino      | Marche                |
| Fano Adriano                | Teramo               | Abruzzo               |
| Fara Filiorum Petri         | Chieti               | Abruzzo               |
| Fara Gera d'Adda            | Bergamo              | Lombardia             |
| Fara in Sabina              | Rieti                | Lazio                 |
| Fara Novarese               | Novara               | Piemont               |
| Fara Olivana con Sola       | Bergamo              | Lombardia             |
| Fara San Martino            | Chieti               | Abruzzo               |
| Fara Vicentino              | Vicenza              | Veneto                |
| Fardella 2710               | Potenza              | Basilicata            |
| Farigliano                  | Cuneo                | Piemont               |
| Farindola                   | Pescara              | Abruzzo               |
| Farini                      | Piacenza             | Emilia-Romagna        |
| Farnese                     | Viterbo              | Lazio                 |
| Farra d'Alpago              | Belluno              | Veneto                |
| Farra d'Isonzo              | Gorizia              | Friuli-Veneția Giulia |
| Farra di Soligo             | Treviso              | Veneto                |
| Fasano                      | Brindisi             | Puglia                |
| Fascia                      | Genova               | Liguria               |
| Fauglia 2720                | Pisa                 | Toscana               |
| Faule                       | Cuneo                | Piemont               |
| Favale di Malvaro           | Genova               | Liguria               |
| Favara                      | Agrigento            | Sicilia               |
| Faver                       | Trento               | Trentino-Alto Adige   |
| Favignana                   | Trapani              | Sicilia               |
| Favria                      | Torino               | Piemont               |
| Feisoglio                   | Cuneo                | Piemont               |
| Feletto                     | Torino               | Piemont               |
| Felino                      | Parma                | Emilia-Romagna        |
| Felitto 2730                | Salerno              | Campania              |
| Felizzano                   | Alessandria          | Piemont               |
| Felonica                    | Mantova              | Lombardia             |
| Feltre                      | Belluno              | Veneto                |
| Fenegrò                     | Como                 | Lombardia             |
| Fenestrelle                 | Torino               | Piemont               |
| Fénis                       | Aosta                | Valle d'Aosta         |
| Ferentillo                  | Terni                | Umbria                |
| Ferentino                   | Frosinone            | Lazio                 |
| Ferla                       | Siracusa             | Sicilia               |
| Fermignano 2740             | Pesaro e Urbino      | Marche                |
| Fermo                       | Fermo                | Marche                |
| Ferno                       | Varese               | Lombardia             |
| Feroleto Antico             | Catanzaro            | Calabria              |
| Feroleto della Chiesa       | Reggio Calabria      | Calabria              |
| Ferrandina                  | Matera               | Basilicata            |
| Ferrara                     | Ferrara              | Emilia-Romagna        |
| Ferrara di Monte Baldo 2747 | Verona               | Veneto                |
| Ferrazzano                  | Campobasso           | Molise                |
| Ferrera di Varese           | Varese               | Lombardia             |
| Ferrera Erbognone 2750      | Pavia                | Lombardia             |
| Ferrere                     | Asti                 | Piemont               |
| Ferriere                    | Piacenza             | Emilia-Romagna        |
| Ferruzzano                  | Reggio Calabria      | Calabria              |
| Fiamignano                  | Rieti                | Lazio                 |
| Fiano                       | Torino               | Piemont               |
| Fiano Romano                | Roma                 | Lazio                 |
| Fiastra                     | Macerata             | Marche                |
| Fiavè                       | Trento               | Trentino-Alto Adige   |
| Ficarazzi                   | Palermo              | Sicilia               |
| Ficarolo 2760               | Rovigo               | Veneto                |
| Ficarra                     | Messina              | Sicilia               |
| Ficulle                     | Terni                | Umbria                |
| Fidenza                     | Parma                | Emilia-Romagna        |
| Fiè allo Sciliar            | Bolzano              | Trentino-Alto Adige   |
| Fiera di Primiero           | Trento               | Trentino-Alto Adige   |
| Fierozzo                    | Trento               | Trentino-Alto Adige   |
| Fiesco                      | Cremona              | Lombardia             |
| Fiesole                     | Florența             | Toscana               |
| Fiesse                      | Brescia              | Lombardia             |
| Fiesso d'Artico 2770        | Veneția              | Veneto                |
| Fiesso Umbertiano           | Rovigo               | Veneto                |
| Figino Serenza              | Como                 | Lombardia             |
| Figline Valdarno            | Florența             | Toscana               |
| Figline Vegliaturo          | Cosenza              | Calabria              |
| Filacciano                  | Roma                 | Lazio                 |
| Filadelfia                  | Vibo Valentia        | Calabria              |
| Filago                      | Bergamo              | Lombardia             |
| Filandari                   | Vibo Valentia        | Calabria              |
| Filattiera                  | Massa e Carrara      | Toscana               |
| Filettino 2780              | Frosinone            | Lazio                 |
| Filetto                     | Chieti               | Abruzzo               |
| Filiano                     | Potenza              | Basilicata            |
| Filighera                   | Pavia                | Lombardia             |
| Filignano                   | Isernia              | Molise                |
| Filogaso                    | Vibo Valentia        | Calabria              |
| Filottrano                  | Ancona               | Marche                |
| Finale Emilia               | Modena               | Emilia-Romagna        |
| Finale Ligure               | Savona               | Liguria               |
| Fino del Monte              | Bergamo              | Lombardia             |
| Fino Mornasco 2790          | Como                 | Lombardia             |
| Fiorano al Serio            | Bergamo              | Lombardia             |
| Fiorano Canavese            | Torino               | Piemont               |
| Fiorano Modenese            | Modena               | Emilia-Romagna        |
| Fiordimonte                 | Macerata             | Marche                |
| Fiorenzuola d'Arda          | Piacenza             | Emilia-Romagna        |
| Florența                    | Florența             | Toscana               |
| Firenzuola                  | Florența             | Toscana               |
| Firmo                       | Cosenza              | Calabria              |
| Fisciano                    | Salerno              | Campania              |
| Fiuggi 2800                 | Frosinone            | Lazio                 |
| Fiumalbo                    | Modena               | Emilia-Romagna        |
| Fiumara                     | Reggio Calabria      | Calabria              |
| Fiume Veneto                | Pordenone            | Friuli-Veneția Giulia |
| Fiumedinisi                 | Messina              | Sicilia               |
| Fiumefreddo Bruzio          | Cosenza              | Calabria              |
| Fiumefreddo di Sicilia      | Catania              | Sicilia               |
| Fiumicello                  | Udine                | Friuli-Veneția Giulia |
| Fiumicino                   | Roma                 | Lazio                 |
| Fiuminata                   | Macerata             | Marche                |
| Fivizzano 2810              | Massa e Carrara      | Toscana               |
| Flaibano                    | Udine                | Friuli-Veneția Giulia |
| Flavon                      | Trento               | Trentino-Alto Adige   |
| Flero                       | Brescia              | Lombardia             |
| Floresta                    | Messina              | Sicilia               |
| Floridia                    | Siracusa             | Sicilia               |
| Florinas                    | Sassari              | Sardinia              |
| Flumeri                     | Avellino             | Campania              |
| Fluminimaggiore             | Carbonia-Iglesias    | Sardinia              |
| Flussio                     | Oristano             | Sardinia              |
| Fobello 2820                | Vercelli             | Piemont               |
| Foggia                      | Foggia               | Puglia                |
| Foglianise                  | Benevento            | Campania              |
| Fogliano Redipuglia         | Gorizia              | Friuli-Veneția Giulia |
| Foglizzo                    | Torino               | Piemont               |
| Foiano della Chiana         | Arezzo               | Toscana               |
| Foiano di Val Fortore       | Benevento            | Campania              |
| Folgaria                    | Trento               | Trentino-Alto Adige   |
| Folignano                   | Ascoli Piceno        | Marche                |
| Foligno                     | Perugia              | Umbria                |
| Follina 2830                | Treviso              | Veneto                |
| Follo                       | Spezia               | Liguria               |
| Follonica                   | Grosseto             | Toscana               |
| Fombio                      | Lodi                 | Lombardia             |
| Fondachelli-Fantina         | Messina              | Sicilia               |
| Fondi                       | Latina               | Lazio                 |
| Fondo                       | Trento               | Trentino-Alto Adige   |
| Fonni                       | Nuoro                | Sardinia              |
| Fontainemore                | Aosta                | Valle d'Aosta         |
| Fontana Liri                | Frosinone            | Lazio                 |
| Fontanafredda 2840          | Pordenone            | Friuli-Veneția Giulia |
| Fontanarosa                 | Avellino             | Campania              |
| Fontanelice                 | Bologna              | Emilia-Romagna        |
| Fontanella                  | Bergamo              | Lombardia             |
| Fontanellato                | Parma                | Emilia-Romagna        |
| Fontanelle                  | Treviso              | Veneto                |
| Fontaneto d'Agogna          | Novara               | Piemont               |
| Fontanetto Po               | Vercelli             | Piemont               |
| Fontanigorda                | Genova               | Liguria               |
| Fontanile                   | Asti                 | Piemont               |
| Fontaniva 2850              | Padova               | Veneto                |
| Fonte                       | Treviso              | Veneto                |
| Fonte Nuova                 | Roma                 | Lazio                 |
| Fontecchio                  | L'Aquila             | Abruzzo               |
| Fontechiari                 | Frosinone            | Lazio                 |
| Fontegreca                  | Caserta              | Campania              |
| Fonteno                     | Bergamo              | Lombardia             |
| Fontevivo                   | Parma                | Emilia-Romagna        |
| Fonzaso                     | Belluno              | Veneto                |
| Foppolo                     | Bergamo              | Lombardia             |
| Forano 2860                 | Rieti                | Lazio                 |
| Force                       | Ascoli Piceno        | Marche                |
| Forchia                     | Benevento            | Campania              |
| Forcola                     | Sondrio              | Lombardia             |
| Fordongianus                | Oristano             | Sardinia              |
| Forenza                     | Potenza              | Basilicata            |
| Foresto Sparso              | Bergamo              | Lombardia             |
| Forgaria nel Friuli         | Udine                | Friuli-Veneția Giulia |
| Forino                      | Avellino             | Campania              |
| Forio                       | Napoli               | Campania              |
| Forlì 2870                  | Forlì-Cesena         | Emilia-Romagna        |
| Forlì del Sannio            | Isernia              | Molise                |
| Forlimpopoli                | Forlì-Cesena         | Emilia-Romagna        |
| Formazza                    | Verbano-Cusio-Ossola | Piemont               |
| Formello                    | Roma                 | Lazio                 |
| Formia                      | Latina               | Lazio                 |
| Formicola                   | Caserta              | Campania              |
| Formigara                   | Cremona              | Lombardia             |
| Formigine                   | Modena               | Emilia-Romagna        |
| Formigliana                 | Vercelli             | Piemont               |
| Formignana 2880             | Ferrara              | Emilia-Romagna        |
| Fornace                     | Trento               | Trentino-Alto Adige   |
| Fornelli                    | Isernia              | Molise                |
| Forni Avoltri               | Udine                | Friuli-Veneția Giulia |
| Forni di Sopra              | Udine                | Friuli-Veneția Giulia |
| Forni di Sotto              | Udine                | Friuli-Veneția Giulia |
| Forno Canavese              | Torino               | Piemont               |
| Forno di Zoldo              | Belluno              | Veneto                |
| Fornovo di Taro             | Parma                | Emilia-Romagna        |
| Fornovo San Giovanni        | Bergamo              | Lombardia             |
| Forte dei Marmi 2890        | Lucca                | Toscana               |
| Fortezza                    | Bolzano              | Trentino-Alto Adige   |
| Fortunago                   | Pavia                | Lombardia             |
| Forza d'Agrò                | Messina              | Sicilia               |
| Fosciandora                 | Lucca                | Toscana               |
| Fosdinovo                   | Massa e Carrara      | Toscana               |
| Fossa                       | L'Aquila             | Abruzzo               |
| Fossacesia                  | Chieti               | Abruzzo               |
| Fossalta di Piave           | Veneția              | Veneto                |
| Fossalta di Portogruaro     | Veneția              | Veneto                |
| Fossalto 2900               | Campobasso           | Molise                |
| Fossano                     | Cuneo                | Piemont               |
| Fossato di Vico             | Perugia              | Umbria                |
| Fossato Serralta            | Catanzaro            | Calabria              |
| Fossò                       | Veneția              | Veneto                |
| Fossombrone                 | Pesaro e Urbino      | Marche                |
| Foza                        | Vicenza              | Veneto                |
| Frabosa Soprana             | Cuneo                | Piemont               |
| Frabosa Sottana             | Cuneo                | Piemont               |
| Fraconalto                  | Alessandria          | Piemont               |
| Fragagnano 2910             | Taranto              | Puglia                |
| Fragneto l'Abate            | Benevento            | Campania              |
| Fragneto Monforte           | Benevento            | Campania              |
| Fraine                      | Chieti               | Abruzzo               |
| Framura                     | Spezia               | Liguria               |
| Francavilla al Mare         | Chieti               | Abruzzo               |
| Francavilla Angitola        | Vibo Valentia        | Calabria              |
| Francavilla Bisio           | Alessandria          | Piemont               |
| Francavilla d'Ete           | Fermo                | Marche                |
| Francavilla di Sicilia      | Messina              | Sicilia               |
| Francavilla Fontana 2920    | Brindisi             | Puglia                |
| Francavilla in Sinni        | Potenza              | Basilicata            |
| Francavilla Marittima       | Cosenza              | Calabria              |
| Francica                    | Vibo Valentia        | Calabria              |
| Francofonte                 | Siracusa             | Sicilia               |
| Francolise                  | Caserta              | Campania              |
| Frascaro                    | Alessandria          | Piemont               |
| Frascarolo                  | Pavia                | Lombardia             |
| Frascati                    | Roma                 | Lazio                 |
| Frascineto                  | Cosenza              | Calabria              |
| Frassilongo 2930            | Trento               | Trentino-Alto Adige   |
| Frassinelle Polesine        | Rovigo               | Veneto                |
| Frassinello Monferrato      | Alessandria          | Piemont               |
| Frassineto Po               | Alessandria          | Piemont               |
| Frassinetto                 | Torino               | Piemont               |
| Frassino                    | Cuneo                | Piemont               |
| Frassinoro                  | Modena               | Emilia-Romagna        |
| Frasso Sabino               | Rieti                | Lazio                 |
| Frasso Telesino             | Benevento            | Campania              |
| Fratta Polesine             | Rovigo               | Veneto                |
| Fratta Todina 2940          | Perugia              | Umbria                |
| Frattamaggiore              | Napoli               | Campania              |
| Frattaminore                | Napoli               | Campania              |
| Fratte Rosa                 | Pesaro e Urbino      | Marche                |
| Frazzanò                    | Messina              | Sicilia               |
| Fregona                     | Treviso              | Veneto                |
| Fresagrandinaria            | Chieti               | Abruzzo               |
| Fresonara                   | Alessandria          | Piemont               |
| Frigento                    | Avellino             | Campania              |
| Frignano                    | Caserta              | Campania              |
| Frinco 2950                 | Asti                 | Piemont               |
| Frisa                       | Chieti               | Abruzzo               |
| Frisanco                    | Pordenone            | Friuli-Veneția Giulia |
| Front                       | Torino               | Piemont               |
| Frontino                    | Pesaro e Urbino      | Marche                |
| Frontone                    | Pesaro e Urbino      | Marche                |
| Frosinone                   | Frosinone            | Lazio                 |
| Frosolone                   | Isernia              | Molise                |
| Frossasco                   | Torino               | Piemont               |
| Frugarolo                   | Alessandria          | Piemont               |
| Fubine 2960                 | Alessandria          | Piemont               |
| Fucecchio                   | Florența             | Toscana               |
| Fuipiano Valle Imagna       | Bergamo              | Lombardia             |
| Fumane 2963                 | Verona               | Veneto                |
| Fumone                      | Frosinone            | Lazio                 |
| Funes                       | Bolzano              | Trentino-Alto Adige   |
| Furci                       | Chieti               | Abruzzo               |
| Furci Siculo                | Messina              | Sicilia               |
| Furnari                     | Messina              | Sicilia               |
| Furore                      | Salerno              | Campania              |
| Furtei 2970                 | Medio Campidano      | Sardinia              |
| Fuscaldo                    | Cosenza              | Calabria              |
| Fusignano                   | Ravenna              | Emilia-Romagna        |
| Fusine                      | Sondrio              | Lombardia             |
| Futani 2974                 | Salerno              | Campania              |